# Беларусь на Европейских играх
Беларусь принимала участие в двух Европейских играх с момента их основания в 2015 году.

## Домашние Европиады
| Европейские игры      | Город | Дата       | Количество стран | Количество спортсменов | Количество видов спорта |
| --------------------- | ----- | ---------- | ---------------- | ---------------------- | ----------------------- |
| Европейские игры 2019 | Минск | 21-30 июня | 50               | 4000                   | 15                      |

## Медальный зачёт

### Медали на летних Европейских играх
| Игры       | Участников | Золото | Серебро | Бронза | Всего | Место |
| 2015 Баку  | 151        | 10     | 11      | 22     | 43    | 7     |
| 2019 Минск | 232        | 24     | 16      | 29     | 69    | 2     |
| Всего      | Всего      | 34     | 27      | 51     | 112   | 2     |